# Edme François Jomard

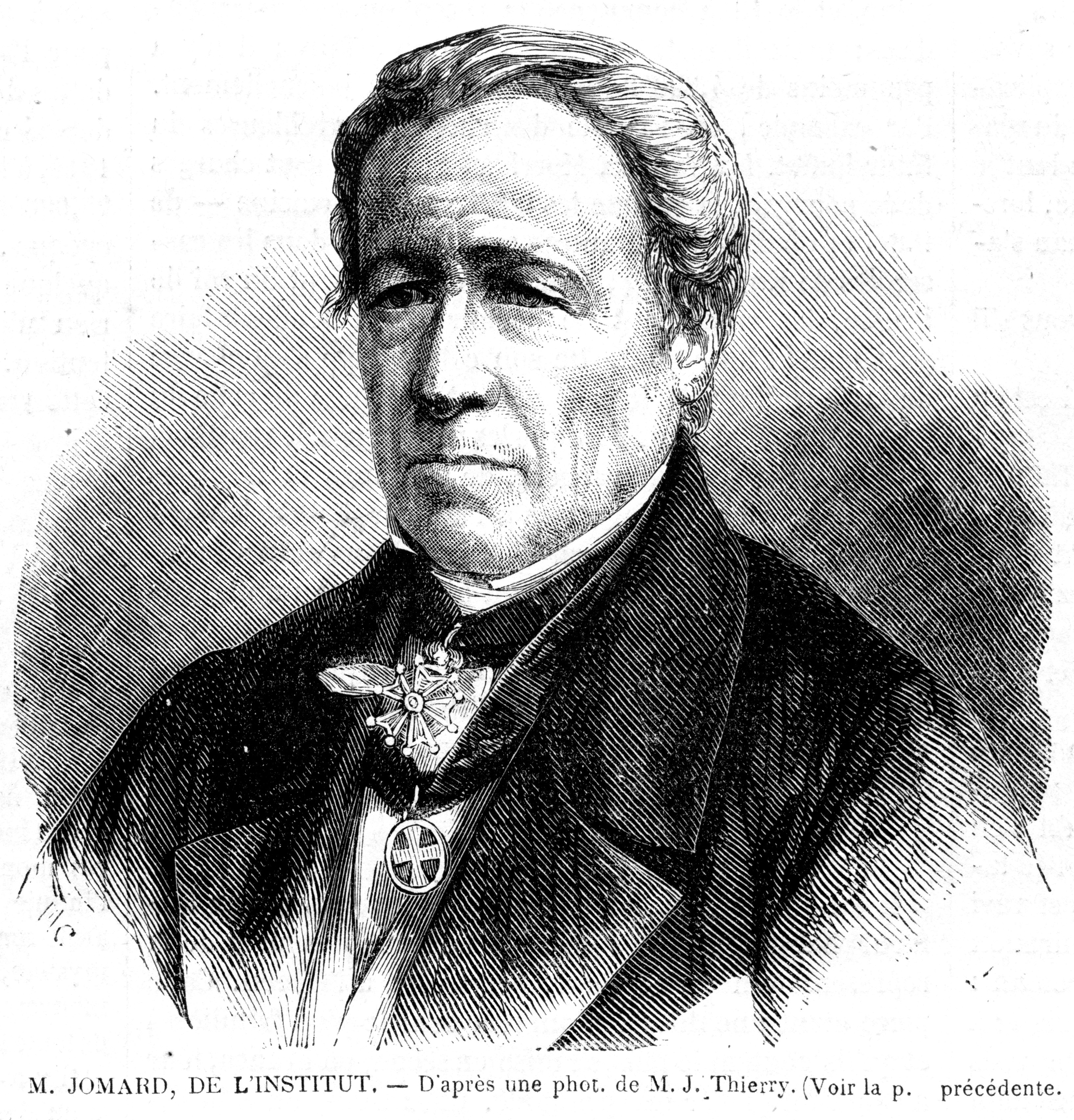
Edme François Jomard

Edme François Jomard (Versailles, 11 november 1777 – Parijs, 23 september 1862) was een Frans ingenieur, cartograaf en archeoloog.

## Leven
Jomard werd opgeleid aan het collège Mazarin, de École nationale des ponts et chaussées en de École polytechnique.
Vanaf 1798 nam hij deel aan de Expeditie van Napoleon naar Egypte. Na zijn terugkeer in Frankrijk in 1803 besteedde hij een groot deel van zijn leven aan het publiceren van de wetenschappelijke resultaten van de campagne. Hij was een van de belangrijkste redacteuren van de Description de l'Égypte, de 26-delige uitgave met uitgebreide wetenschappelijke beschrijvingen van het antieke en moderne Egypte, die door de Franse staat werd uitgegeven tussen 1809 en 1828.
In 1830 stelde Jomard als eerste een classificatie voor etnografische voorwerpen op, gebaseerd op het gebruik: sociaal, praktisch, economisch of technologisch. Zijn indeling werd later uitgebreid en verbeterd door Ernest Théodore Hamy in 1878.
In 1818 werd Jomard gekozen tot lid van de Académie des inscriptions et belles-lettres. Hij was medeoprichter (in 1821) en later (vanaf 1848) voorzitter van de Société de géographie. In 1828 richtte hij de afdeling Kaarten en plattegronden van de Bibliothèque royale op, en vanaf 1838 stond hij aan het hoofd van deze afdeling.
In 1838 werd Jomard onderscheiden met een benoeming in het Legioen van Eer; in februari 1862, enkele maanden voor zijn dood, werd hij bevorderd tot Commandeur in dezelfde orde. 
Hij is begraven op Père-Lachaise. Een prijs van de Société de géographie is naar hem vernoemd (ingesteld in 1882).